# Nemophila menziesii
Nemophila menziesii es una especie de plantas del género Nemophila. Es una planta anual nativa del oeste de Norteamérica.

## Descripción
La planta alcanza 8 pulgadas de altura. Tiene flores azules o blancas y hojas pinnadas.

## Distribución y hábitat
Nemophila menziesii es originaria de California y Oregón. En el área de distribución natural de la planta, los veranos son secos y los inviernos son húmedos.

## Cultivo
Se cultiva como planta ornamental. Adaptada al clima mediterráneo.

## Variedades
- Nemophila menziesii var. atomaria Fisch. & C.A.Mey.
- Nemophila menziesii var. integrifolia Parish
- Nemophila menziesii var. menziesii Hook. & Arn.